# Nørlem Sogn
Nørlem Sogn er et sogn i Lemvig Provsti (Viborg Stift).
I 1800-tallet var Nørlem Sogn, der hørte til Skodborg Herred i Ringkøbing Amt, anneks til Lemvig Sogn, der lå i Lemvig Købstad.  Nørlem sognekommune blev inden kommunalreformen i 1970 indlemmet i Lemvig Kommune.
I Nørlem Sogn ligger Nørlem Kirke.
I sognet findes følgende autoriserede stednavne:
- Bavnehøj (areal)
- Brydebol (bebyggelse)
- Damgård (bebyggelse)
- Futtrup (bebyggelse)
- Lemtorp (bebyggelse)
- Lemtorp Huse (bebyggelse)
- Rønbjerghage (bebyggelse)
- Østerbol (bebyggelse)